# برانسون پینچوت
برانسون پینچوت (انگلیسی: Bronson Pinchot؛ زادهٔ ۲۰ می ۱۹۵۹) بازیگر آمریکایی است.

## گزیدهٔ نقش‌آفرینی‌ها
- اسلاپی و شخص نفرت‌انگیز
- پلیس بورلی هیلز
- پلیس بورلی هیلز ۳
- جستجو برای کملوت
- تجارت پرمخاطره
- داستان عاشقانه واقعی
- شجاعت در زیر آتش
- اولین باشگاه همسران
- ماجراهای کاملاً جدید لورل و هاردی: برای عشق یا مومیایی
- این مهمونی منه
- بچه فلامینگو
- پلیس بورلی هیلز ۴